# Limehouse Blues

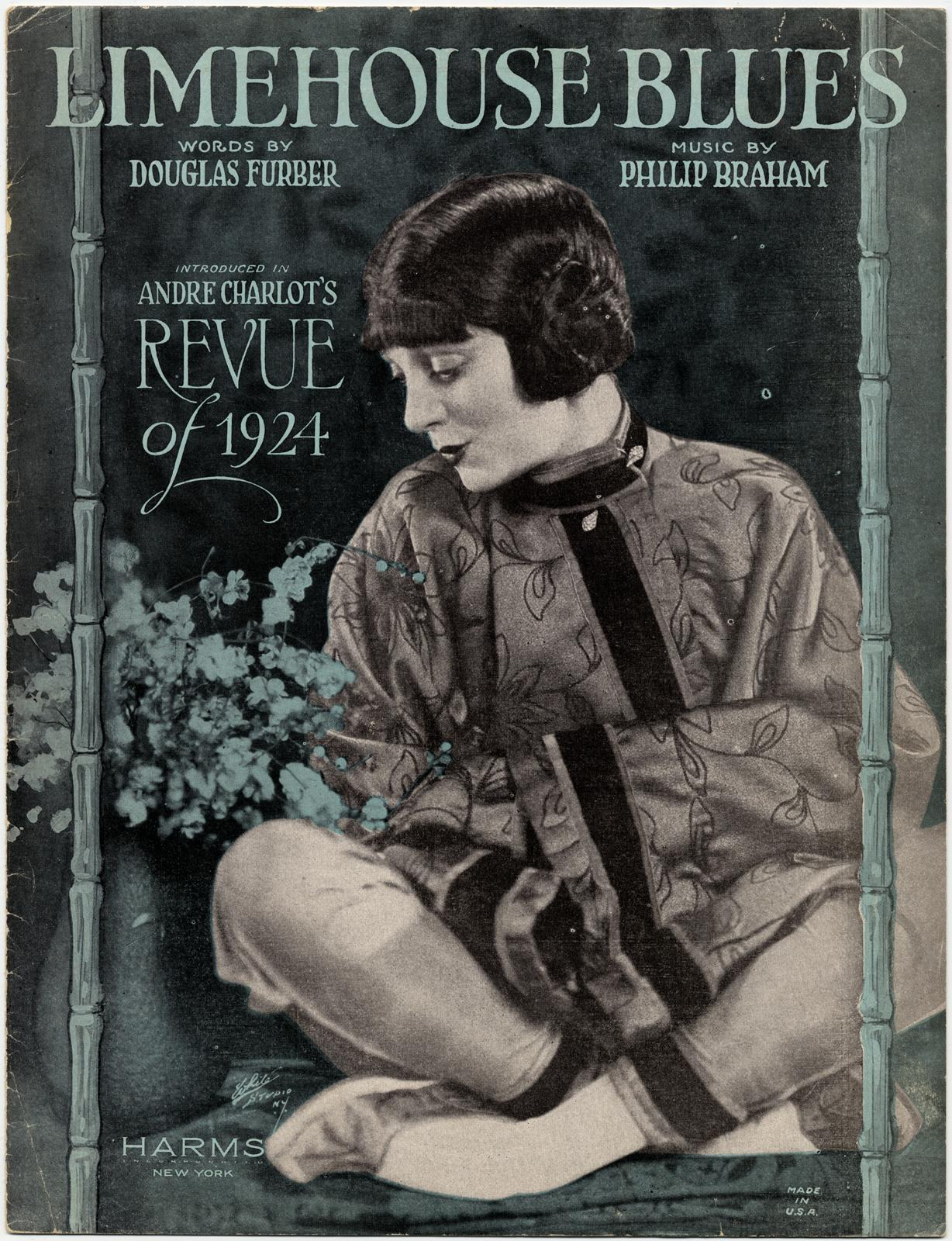
Notenausgabe aus den 1920er Jahren

Limehouse Blues ist ein Popsong, dessen Musik 1922 von Philip Braham geschrieben wurde; der Text stammt von Douglas Furber. Er hieß zunächst Breaker of Hearts, bevor Textdichter Furber vorschlug, ihn in Limehouse Blues umzubenennen. Der Song entwickelte sich zum Jazzstandard.

## Thema und Kennzeichen des Songs
Seit dem Mittelalter war Limehouse ein Hafen in London. Zu Beginn des 20. Jahrhunderts wohnten in dem Ortsteil, der zum London Borough of Tower Hamlets gehört, vorrangig Angehörige des Subproletariats. Auch war dort ein Chinesenviertel, das auch in der zeitgenössischen Literatur behandelt wurde, in dem etwa 100 chinesische Familien lebten. Insbesondere die Verfilmung von Thomas Burkes Buch Limehouse Nights durch David Wark Griffith (Dreams Street und Broken Blossoms) machte die Verhältnisse im Viertel weiter bekannt.
Der Text des Songs spielt auf das Elend in diesem Viertel an: In Limehouse, where Orientals love to play/In Limehouse, where you can/Hear the Blues allday/Oh Limehouse Blues/I have the Limehouse blues. Dennoch handelt es sich bei dem Stück keineswegs um einen wirklichen Blues. Vielmehr handelt es sich bei dieser Wehklage um „eine faszinierende Kombination von Worten, Melodie und Harmonien in einer pseudo-chinesischen Weise.“
Der 32-taktige Song ist in der Liedform ABAC und (seit 1924) in G-Dur verfasst. Die A-Teile haben eine lydische Eröffnung; auch die harmonische Entwicklung im Stück hat mehr mit einem Charleston als mit einem Blues zu tun.

## Verwendung im Theater
Als Limehouse Blues erschien der Song in der Show A to Z von Teddie Gerrard und Jack Buchanan, die in London aufgeführt wurde. Eine überarbeitete Fassung des Songs wurde 1924 in die Charlot’s Revue eingefügt, die im Prince of Wales Theatre in London aufgeführt wurde.

## Erste Aufnahmen
Die erste Aufnahme stammt vom Queen’s Dance Orchestra in England, das von Jack Hylton geleitet wurde (und ab 1923 unter seinem Namen auftrat). Doch diese Instrumentalversion war nicht sehr erfolgreich. In New York wurde die Instrumentalversion am 24. Februar 1924 von Paul Whiteman erstaufgeführt, „in f-Moll, im 2/4 Takt und mäßig schnell, mehr als symphonisches Stück mit Jazzelementen denn als einen Jazzsong.“ Diese Aufführung war im gleichen Konzert, als Whiteman auch die Rhapsody in Blue dirigierte.
Mit dem Text von Douglas Furber wurde das Lied in Amerika durch Gertrude Lawrence erstmals interpretiert, in der Show Andre Charlot’s Revue of 1924. Diese Show lief (parallel zur Londoner Aufführung) von Januar bis September 1924 in 298 Vorstellungen auf dem  Broadway. Als Reaktion auf den Broadway-Erfolg entstanden amerikanische Aufnahmen des Limehouse Blues. Diese  gelangten in die Charts und erwiesen sich als Bestseller:
- Paul Whiteman and His Orchestra (1924, #24)
- Carl Fenton and His Orchestra (1924, #14)
- Duke Ellington and His Orchestra (1931, #13)
- Glen Gray and the Casa Loma Orchestra (1934, #20)

## Verwendung als Filmmusik
Der Song war Namensgeber für den gleichnamigen Kriminalfilm (1934), den Alexander Hall mit George Raft und Anna May Wong drehte. Der Song fand auch Eingang in Musikfilme wie Ziegfeld Follies (mit Fred Astaire und Lucille Bremer in asiatischem Makeup), und Star! (mit Julie Andrews, ebenfalls in asiatischem Makeup). Im antisowjetischen Propaganda-Film GPU (1942) von Karl Ritter wurde der Titel von Freddie Brocksieper und seiner Combo gespielt. Woody Allen verwendete die Einspielung von Jackie Gleason (1960) und von Bert Ambrose (1936) in seinem Film Alice; in Allens Sweet and Lowdown kam eine Version von Howard Alden zum Einsatz.

## Der Weg zum Jazzstandard
Der Song gehörte bald als Standardstück zum Repertoire vieler Jazzmusiker. Joe Venuti spielte den Song 1927 mit Gitarrist Eddie Lang, Pianist Arthur Schutt und dem Multiinstrumentalisten Adrian Rollini ein. Benny Carter veränderte die Geschwindigkeit und arrangierte eine Up-tempo-Version für das Fletcher Henderson Orchestra, die 1934 eingespielt wurde. Auch Django Reinhardt spielte den Song mit dem Quintette du Hot Club de France ein (1936), Chu Berry bereits bei seinen ersten Aufnahmen unter eigenem Namen (1937). Sidney Bechet nahm 1941 eine virtuose Version mit ihm und Charlie Shavers als Solisten auf. Art Tatum interpretierte den Song 1943. Dietrich Schulz-Köhn stellte fest, dass sich im Jazz „die Tempi derart verändert[en], dass nun in Jazzkonzerten der ursprüngliche Charakter des Limehouse Blues verloren zu gehen drohte.“ Als Beispiel benennt er das Konzert des Trios von Gene Krupa und Charlie Ventura in der New Yorker Town Hall von 1945: Der Schlagzeuger Krupa trieb dort den Saxophonisten Ventura und den Pianisten George Walters „zu einem solchen Tempo an, dass sogar der Kritiker Leonard Feather auf dem Cover der Schallplatte seine große Verwunderung über das rasante Spiel zum Ausdruck brachte.“ Ähnliches gilt auch für eine Aufnahme der Trompeter Dizzy Gillespie und Roy Eldridge mit dem Trio von Oscar Peterson 1954. Dort „benutzte man das Thema und die Harmonien des Limehouse Blues deutlich als ein Vehikel für Improvisationen, ohne den besonderen Charakter des Songs hervorzuheben“, wie er für Schulz-Köhn besonders in der Interpretation von Duke Ellington aus dem Jahr 1931 aufscheint.
Cannonball Adderley zeigte 1959 (Quintet in Chicago) mit John Coltrane, dass der Song sich auch für Improvisationen im Modern Jazz eignet. Auch Joe Henderson zeigte mit Wynton Kelly 1968 das Potenzial des Limehouse Blues. Nur vereinzelt nahmen sich Jazzsängerinnen wie Rosemary Clooney (1961) des Songs an.